# فورد اس-ماكس
فورد اس-ماكس (بالإنجليزية: Ford S-Max)‏ هي سيارة ميني فان من صناعة شركة فورد أنتجت في 2006.